# Madonna of the Storm
Madonna of the Storm er en amerikansk stumfilm fra 1913 af D. W. Griffith.

## Medvirkende
- Lillian Gish
- Charles Hill Mailes
- J. Jiquel Lanoe
- Violet Reed
- Harry Carey